# McLaren MP4-21
O MP4-21 foi o modelo da McLaren da temporada de 2006 da F1. Condutores: Kimi Räikkönen, Juan Pablo Montoya e Pedro de la Rosa.
De la Rosa substituiu Montoya a partir do Grande Prêmio da França. O carro não mostrou muita competitividade na temporada, ficando apenas com o 3º lugar no campeonato de construtores. 

## Resultados[1]
(legenda) (em negrito indica pole position e itálico volta mais rápida)
| Ano  | Chassi | Motor               | Pneus | N° | Pilotos            | 1   | 2   | 3   | 4   | 5   | 6   | 7   | 8   | 9   | 10  | 11  | 12  | 13  | 14  | 15  | 16  | 17  | 18  | Pontos | Posição |  |
| ---- | ------ | ------------------- | ----- | -- | ------------------ | --- | --- | --- | --- | --- | --- | --- | --- | --- | --- | --- | --- | --- | --- | --- | --- | --- | --- | ------ | ------- |  |
|      |        |                     |       |    |                    |     |     |     |     |     |     |     |     |     |     |     |     |     |     |     |     |     |     |        |         |  |
|      |        |                     |       |    |                    | BAR | MAL | AUS | SMR | EUR | SPA | MON | GBR | CAN | EUA | FRA | ALE | HUN | TUR | ITA | CHN | JAP | BRA |        |         |  |
| 2006 | MP4-21 | Mercedes FO 108S V8 | M     | 3  | Kimi Raikkonen     | 3   | Ret | 2   | 5   | 4   | 5   | Ret | 3   | 3   | Ret | 5   | 3   | Ret | Ret | 2   | Ret | 5   | 5   | 110    | 3º      |  |
| 2006 | MP4-21 | Mercedes FO 108S V8 | M     | 4  | Juan Pablo Montoya | 5   | 4   | Ret | 3   | Ret | Ret | 2   | 6   | Ret | Ret |     |     |     |     |     |     |     |     | 110    | 3º      |  |
| 2006 | MP4-21 | Mercedes FO 108S V8 | M     | 4  | Pedro de la Rosa   |     |     |     |     |     |     |     |     |     |     | 7   | Ret | 2   | 5   | Ret | 5   | 11  | 8   | 110    | 3º      |  |